# Squelette
Cet article concerne le squelette en général. Pour le squelette de l'être humain, voir Squelette humain. Pour les autres significations, voir Squelette (homonymie).

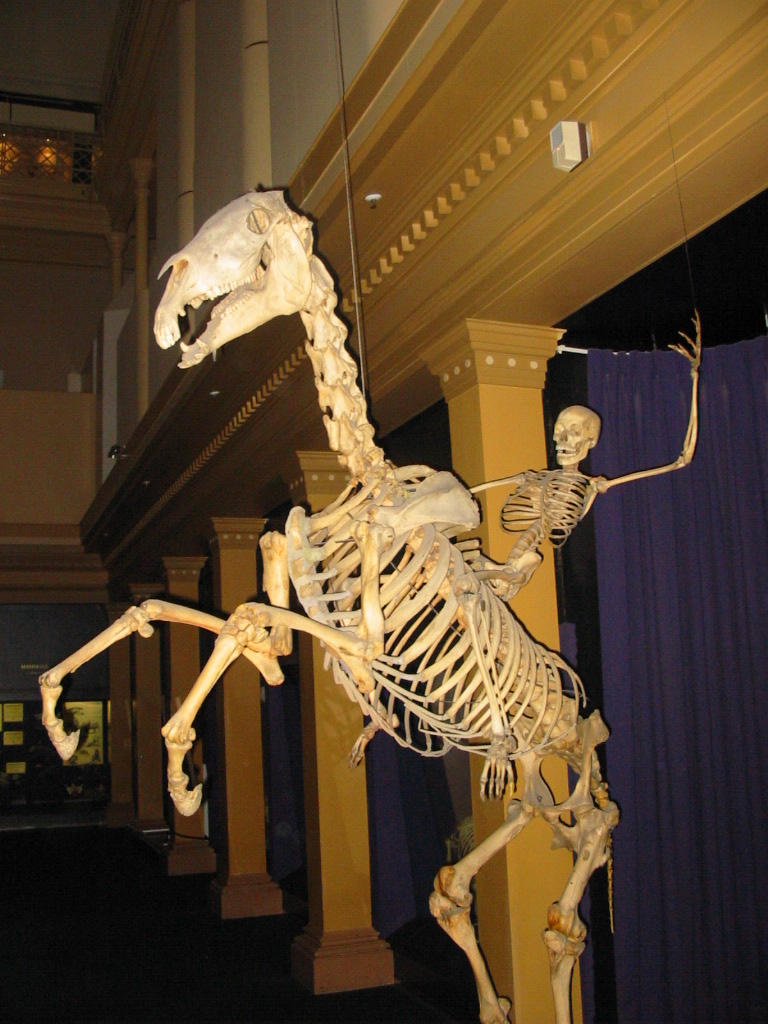
Un squelette d'homme sur un squelette de cheval entreposés à L'Australian Museum de Sydney.

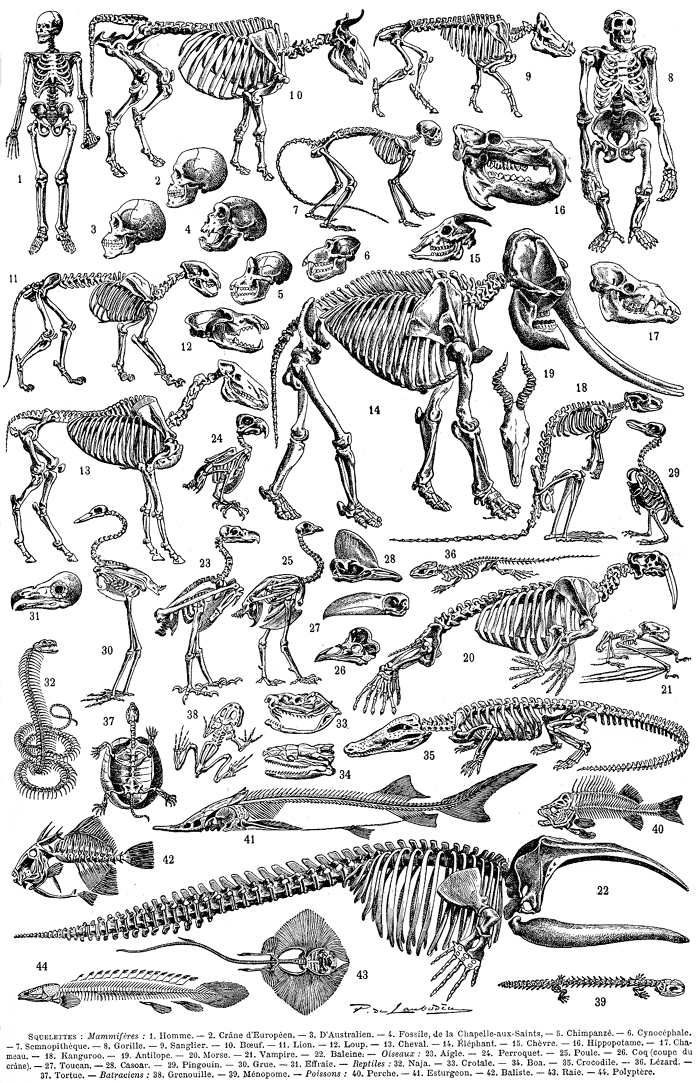
Aspect de différents squelettes d'après le Larousse de 1922.

Le squelette (du grec skeletós, « desséché ») est une charpente animale rigide servant de support pour les muscles et les organes. Cette structure permet à un organisme pluricellulaire de protéger ses organes et de garder une certaine forme malgré la force exercée par la gravité terrestre. Il existe deux principaux types de squelettes : l'exosquelette, à la surface du corps, et l'endosquelette, à l'intérieur du corps.
L'exosquelette se retrouve chez certains invertébrés, comme les mollusques ou les arthropodes. Chez les vertébrés, le squelette est interne et est donc un endosquelette. Constitué de l'ensemble des os et des cartilages du corps, il est consolidé par des articulations et est actionné par les muscles squelettiques. Dérivé du mésoderme embryonnaire, le squelette est l'innovation à l'origine de l'évolution des vertébrés. Contrairement à l'exosquelette qui a plutôt tendance à limiter la taille de l'organisme, le squelette interne peut permettre au corps d'atteindre une taille élevée.
Le squelette forme, avec le système musculaire et une partie du système nerveux, l'appareil locomoteur.

## Typologie
Le squelette est une structure rigide qui intervient dans trois fonctions fondamentales : le soutien, la protection et le mouvement. Le squelette permet à de nombreux organismes pluricellulaires de ne pas s'affaisser sous leur propre masse et de conserver une certaine forme. Chez de nombreuses espèces, il permet de protéger les tissus mous de l'organisme, comme le crâne des vertébrés qui enveloppe l'encéphale. Enfin, le squelette joue un rôle dans le mouvement de l'organisme en servant de point d'appui aux muscles squelettiques.

### Cytosquelette
Dans les cellules eucaryotes, le réseau de filaments protéiques du cytoplasme forme le cytosquelette et permet de donner sa forme à la cellule.
C'est une structure dynamique qui permet de modifier la forme de la cellule et de la protéger, ainsi qu'à assurer la mobilité intracellulaire des organites. Le cytosquelette joue également un rôle important dans la division cellulaire.

### Hydrosquelette
L'hydrosquelette, ou squelette hydrostatique, est un compartiment fermé renfermant un liquide sous pression qui permet à l'organisme de protéger ses organes internes et de se déplacer par péristaltisme en milieu aquatique. En milieu terrestre, l'hydrosquelette ne sert qu'à la protection et ne peut pas intervenir dans la locomotion. Ce type de squelette se retrouve chez la plupart des cnidaires, des plathelminthes, des nématodes et des annélides.

### Squelette externe
Le squelette externe, ou exosquelette, est une enveloppe rigide en contact direct avec l'environnement qui se trouve à la surface du corps de certains animaux. Il est aussi appelé « coquille » ou « carapace ».
Certains protistes, comme les radiolaires, ont une sécrétion durcie tapissant leur membrane cellulaire qui fait office d'exosquelette. La coquille des mollusques est constitué essentiellement de carbonate de calcium. Les arthropodes sont recouverts d'un exosquelette articulé appelé cuticule.
La croissance d'un exosquelette est différente de celle d'un endosquelette. Chez les arthropodes, des mues successives remplacent l'exosquelette et permettent la croissance.

### Squelette interne
Le squelette interne, ou endosquelette, est le squelette des vertébrés. Le squelette humain est composé de 206 os. L'ensemble est constitué largement de calcium.
Les cellules de la couche musculaire des éponges sécrètent des bâtonnets et des fibres considérées comme un squelette interne. Certains échinodermes possèdent également un squelette interne, bien que superficiel, formé de cristaux de calcite.

#### Squelette des vertébrés

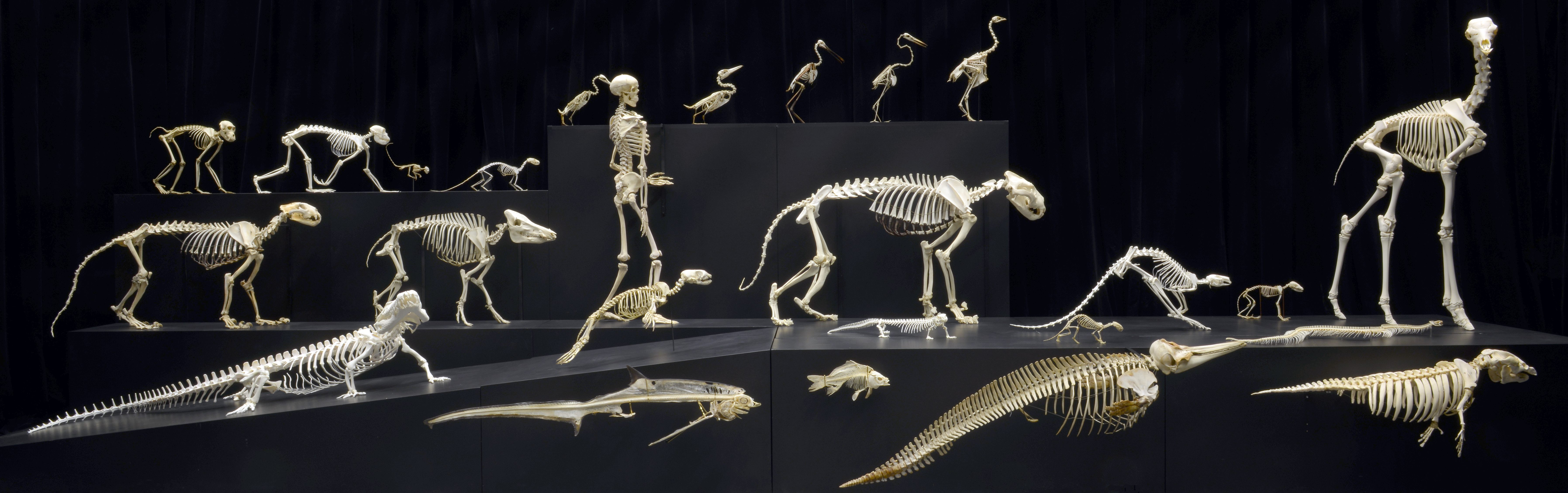
Mur de squelette de l'exposition Parce Queue à l'Espace des sciences et au Muséum de Nantes

Le squelette des vertébrés peut être osseux ou cartilagineux.
Dans le cas d'un squelette osseux, il est composé d'os reliés, aux articulations, par des ligaments. Les muscles sont reliés aux os par les tendons.
Il est rudimentaire et réduit à une notochorde (ou notocorde) chez les embryons et chez quelques formes adultes, d'une colonne vertébrale et de la tête chez certains reptiles et poissons ; il se complique, chez la plupart des vertébrés, par l'adjonction d'appendices, les membres.

## Composition
- Os : vertébrés
- Cartilage : vertébrés
- Calcite : éponges Calcarea, échinodermes
- Silice : éponges Demospongiae et Hexactinellida
- Chitine : arthropodes

Chez certains animaux invertébrés ayant un corps mou, comme la pieuvre, la rigidité corporelle est assurée par une cavité remplie d'un liquide, c'est le squelette hydrostatique.

## Usage
Longtemps utilisé pour étudier et enseigner l'anatomie, les squelettes humains sont de nos jours bannis des universités et centres de recherche. L'Inde était un des plus prolifiques fournisseurs de squelettes avant que le gouvernement en interdise l'exportation en 1985. Comme dans bien des domaines, il y a toujours un marché noir que les autorités de plusieurs pays tentent de stopper. Ce sont des groupes bien structurés qui gèrent ce réseau international de trafic de squelette humains. Malgré un gigantesque démantèlement en 2001, il semble qu'aujourd'hui ce type de commerce très lucratif existe encore,.

### Taxonomie
Les différentes classifications scientifiques des espèces ont utilisé différentes particularités de squelettes pour classer les espèces.

### Archéologie
Les os du squelette sont l'un des seuls tissus qui possèdent une longue durée de conservation.

## Symbolique

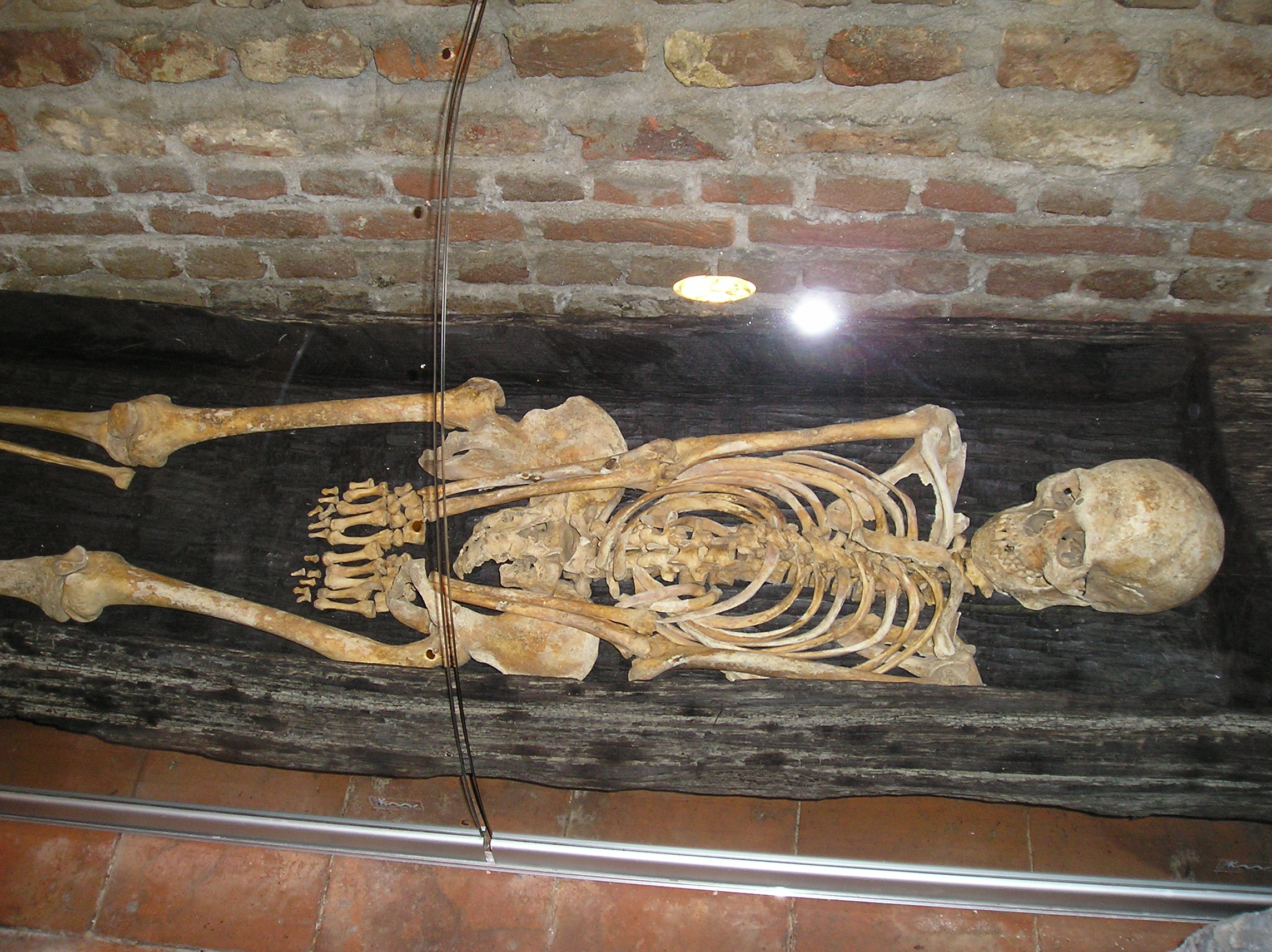
Squelette humain dans une tombe

Le squelette dans son intégralité, de même que le crâne (voir Tête de mort), est une représentation voire une personnification de la mort.
Dans les fictions, un squelette est un mort-vivant qui a perdu toute sa chair putréfiée.